# Nesotriccus
Nesotriccus es un género de aves paseriformes de la familia Tyrannidae que agrupa a especies nativas de la América tropical (Neotrópico), donde se distribuyen desde la pendiente del Pacífico de Costa Rica en América Central, a través de América del Sur, hasta el norte de Argentina. El presente género fue tratado como monotípico desde su creación, e incluía una única especie, el insular mosquerito de la isla del Coco (Nesotriccus ridgwayi), pero un estudio genético-molecular de 2016 concluyó que la especie estaba embutida dentro de las especies del género Phaeomyias, que por su vez también fue tratado como monotípico pero ya se había concluido que se trataba de un complejo de cuatro especies crípticas. Como Nesotriccus tiene prioridad, estas cuatro especies fueron transferidas al presente, con lo cual Phaeomyias se convirtió en un sinónimo posterior. A sus miembros se les conoce por el nombre común de piojitos y también mosqueritos, tiranuelos, tiranoletes o moscaretas, entre otros.

## Etimología
El nombre genérico masculino «Nesotriccus» se compone de las palabras del griego «nēsos» que significa ‘isla’ (en referencia a la Isla de Cocos), y « τρικκος trikkos»: pequeño pájaro no identificado; en ornitología, «triccus» significa «atrapamoscas tirano».

## Taxonomía
Un análisis de ADN mitocondrial realizado por Zucker et al. (2016), que exploró las relaciones entre Nesotriccus ridgwayi, el mosquerito de la isla del Coco, una especie endémica de esta isla del Océano Pacífico de Costa Rica, y las varias poblaciones de Phaeomyias a través de su distribución en Centro y Sudamérica, encontró que Nesotriccus está embutido en el árbol de la evolución de Phaeomyias, y que este complejo de subespecies, representa por lo menos cuatro especies distintas que se diferencian en plumaje, vocalización y hábitat. Nesotriccus sufrió un cuello de botella poblacional subsecuente a su divergencia de las poblaciones de Centro y Sudamérica en el Pleistoceno medio. Por lo tanto, se concluye que todas las especies pertenecen al mismo género y Nesotriccus tiene prioridad sobre Phaeomyias. Debe ser observado que como Nesotriccus es masculino, los epítetos murina, incomta, tumbezana y maranonica, cambian para murinus, incomtus, tumbezanus y maranonicus, respectivamente.
Durante mucho tiempo el género Phaeomyias fue tratado como monotípico. Algunos autores, como Ridgely & Tudor (1994) y Ridgely & Greenfield (2001), principalmente con base en la notable diferencia de vocalización, consideraron al taxón tumbezana (incluyendo inflava y maranonica), del suroeste de Ecuador y el noroeste de Perú como especie plena: Phaeomyias tumbezana, actualmente Nesotriccus tumbezanus. Las evidencias genéticas presentadas por Rheindt et al (2008c) confirmaron estas hipótesis.
Los análisis de Zucker et al. (2016) también comprobaron que la especie N. incomtus, del norte de Sudamérica y este de Centroamérica, hasta entonces tratada como un grupo de subespecies de N. murinus, y N. maranonicus, del centro norte de Perú, tratada como una subespecie de N. tumbezanus, se tratan en realidad de especies separadas. Son necesarios más estudios que caracterizen por completo la diversidad y las diferencias entre estas especies.

## Lista de especies
Según las clasificaciones del Congreso Ornitológico Internacional (IOC) y Clements checklist/eBird el género agrupa a las siguientes especies con el respectivo nombre popular de acuerdo con la Sociedad Española de Ornitología (SEO), u otro cuando referenciado.
| Imagen | Nombre científico       | Autor                   | Nombre común        | Estado de conservación | Distribución |
| ------ | ----------------------- | ----------------------- | ------------------- | ---------------------- | ------------ |
|        | Nesotriccus tumbezanus  | (Taczanowski, 1877)     | piojito de Tumbes   | LC                     |              |
|        | Nesotriccus maranonicus | (J.T. Zimmer, 1941)     | piojito del Marañón | NE                     |              |
|        | Nesotriccus incomtus    | (Cabanis & Heine, 1860) | piojito simple      | NE                     |              |
|        | Nesotriccus ridgwayi    | C.H. Townsend, 1895     | mosquerito del Coco | VU                     |              |
|        | Nesotriccus murinus     | (Spix, 1825)            | piojito pardo       | LC                     |              |

### Actualidades taxonómicas
Los amplios estudios genético-moleculares realizados por Tello et al. (2009) descubrieron una cantidad de relaciones novedosas dentro de la familia Tyrannidae que todavía no están reflejadas en la mayoría de las clasificaciones. Siguiendo estos estudios, Ohlson et al. (2013) propusieron dividir Tyrannidae en 5 familias. Según el ordenamiento propuesto, Nesotriccus (incluyendo Phaeomyias) permanece en Tyrannidae, en una subfamilia Elaeniinae Cabanis & Heine, 1859-60, en una tribu Elaeniini Cabanis & Heine, 1859-60, junto a Elaenia, Tyrannulus, Myiopagis, Serpophaga, Capsiempis, parte de Phyllomyias, Suiriri, Pseudelaenia, Mecocerculus leucophrys, Anairetes, Polystictus, Culicivora y Pseudocolopteryx.